# Xã Worth, Quận Cook, Illinois
Xã Worth (tiếng Anh: Worth Township) là một xã thuộc quận Cook, tiểu bang Illinois, Hoa Kỳ. Năm 2010, dân số của xã này là 152.633 người.